# Haroldius stevensi
Haroldius stevensi är en skalbaggsart som beskrevs av Gilbert John Arrow 1931. Haroldius stevensi ingår i släktet Haroldius och familjen bladhorningar. Inga underarter finns listade i Catalogue of Life.